# 蒙贝尔纳
蒙贝尔纳（法語：Montbernard，法語發音：[mɔ̃bɛʁnaʁ]）是法国上加龙省的一个市镇，属于圣戈当区。

## 地理
蒙贝尔纳（43°18'4"N, 0°46'19"E）面积18.31 平方千米，位于法国奧克西塔尼大區上加龙省，该省份为法国西南部内陆省份，西南端与西班牙接壤，自此顺时针与上比利牛斯省、热尔省、塔恩-加龙省、塔恩省、奥德省和阿列日省接壤。
与蒙贝尔纳接壤的市镇（或旧市镇、城区）包括：卡斯泰拉-维尼奥勒、埃斯卡内克拉布、利亚克、蒙迪扬、孟德斯鸠吉托、佩吉扬、圣洛朗、萨莱尔姆。

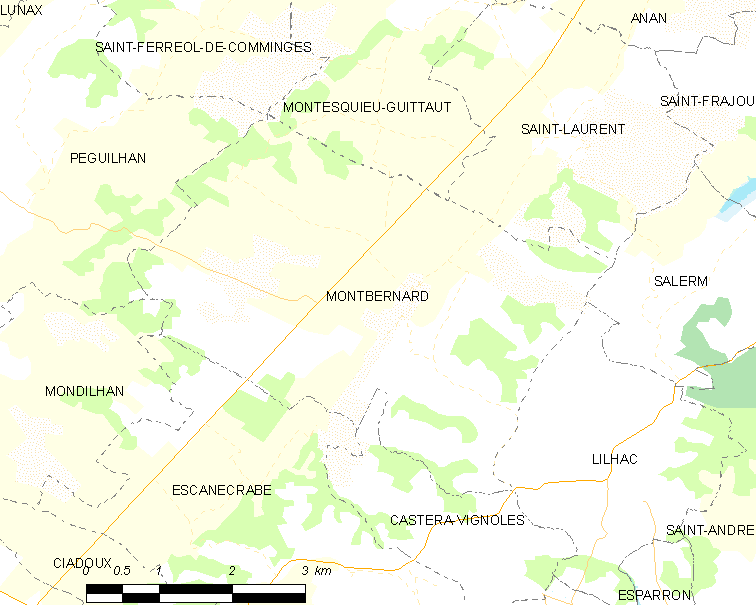
蒙贝尔纳的OSM定位图

蒙贝尔纳的时区为UTC+01:00、UTC+02:00（夏令时）。

## 行政
蒙贝尔纳的邮政编码为31230，INSEE市镇编码为31363。

## 政治
蒙贝尔纳所属的省级选区为卡泽尔县。

## 人口

1962-2008年间蒙贝尔纳人口变化图示

蒙贝尔纳于2022年1月1日时的人口数量为211人。